# Aberdare Hall
Aberdare Hall (gallois : Neuadd Aberdâr) est une résidence universitaire de style néogothique liée à l'université de Cardiff dans le pays de Galles au Royaume-Uni. Elle est construite à la fin du XIXe siècle.

## Histoire

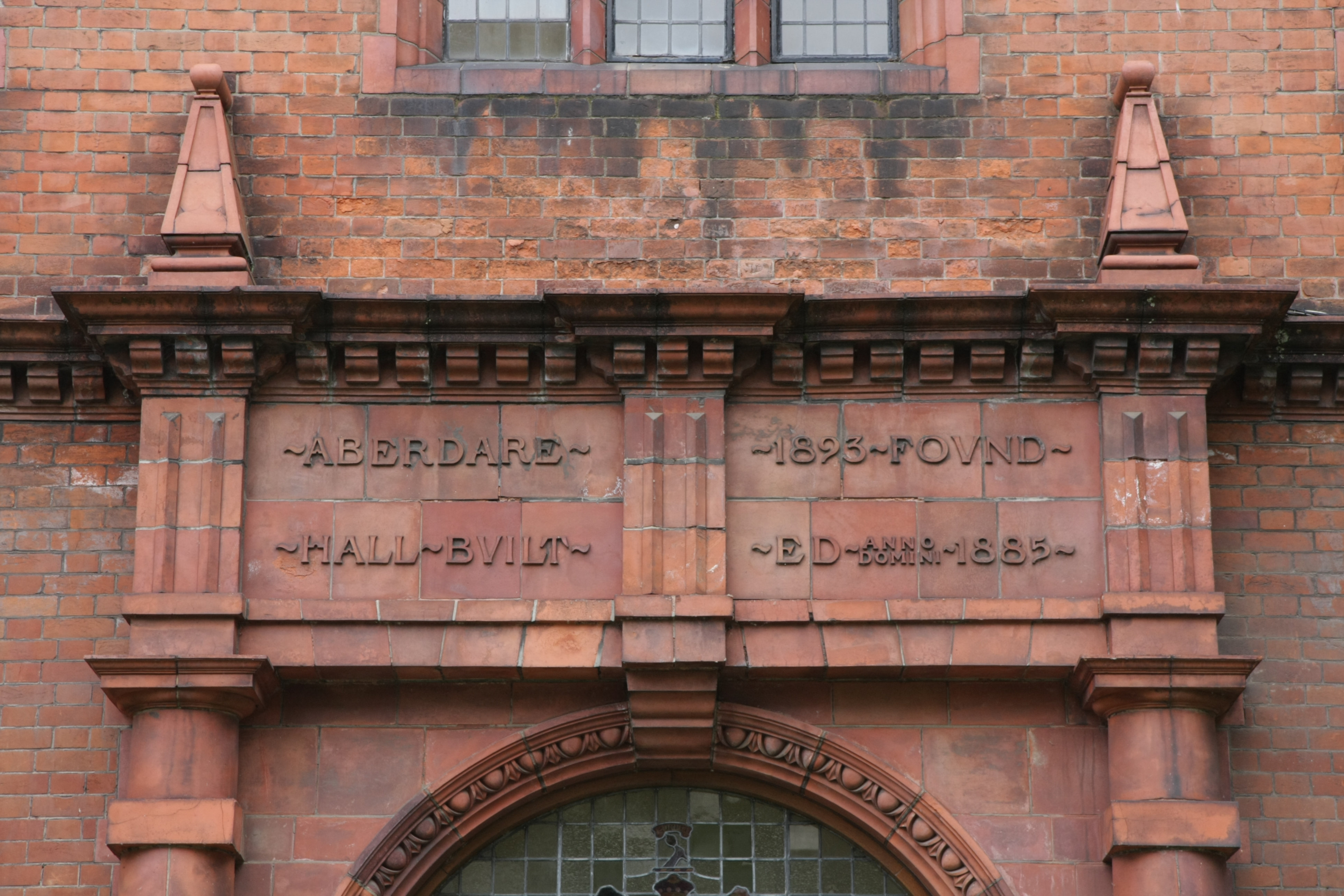
Plaque commémorative au-dessus de l'entrée principale

Aberdare Hall est créée en 1883 par le University College of South Wales and Monmouthshire (aujourd'hui université de Cardiff) en tant que résidence pour étudiantes. Sa fondation est due aux efforts de Lady Aberdare (1827 – 1897), épouse de Henry Bruce, et de John Viriamu Jones (en) (1856-1901), directeur du collège universitaire. Il y a peu de possibilités d'études supérieures pour les femmes en Grande-Bretagne à l'époque.
Le premier bâtiment est Keswick House sur Richmond Road, qui ouvre ses portes en 1885 avec neuf étudiantes. Ethel Hurlbatt devient directrice à cette époque. Le bâtiment actuel est construit entre 1893 et 1895 et est conçu dans le style néo-gothique en brique et en terre cuite par W. D. Caröe. Ethel Hurlbatt devient ensuite directrice du Bedford College de l'université de Londres en 1898. La directrice suivante est Kate Hurlbatt, la sœur cadette d'Ethel. Elle sert pendant plus de trente ans jusqu'à sa retraite en 1934. Alice Bruce, fille du fondateur et pédagogue de premier plan, est présidente du Aberdare Hall de 1929 à 1936.
La façade originale de Corbett Road est asymétrique et un troisième pignon est ajouté après 1908 pour la rendre symétrique. D'autres ajouts sont réalisés à l'arrière du bâtiment au début du XXe siècle. L'aile de la bibliothèque au nord-est conçue par Verner Owen Rees (en) est construite en 1939-1940, et l'aile du jardin conçue par Verner Rees, Laurence et Mitchell en 1963.

## Emplacement
Aberdare Hall se trouve sur Corbett Road dans le parc de Cathays, près du quartier Cathays de Cardiff. C'est la résidence universitaire la plus proche des principaux bâtiments universitaires.